# Didier Flamand

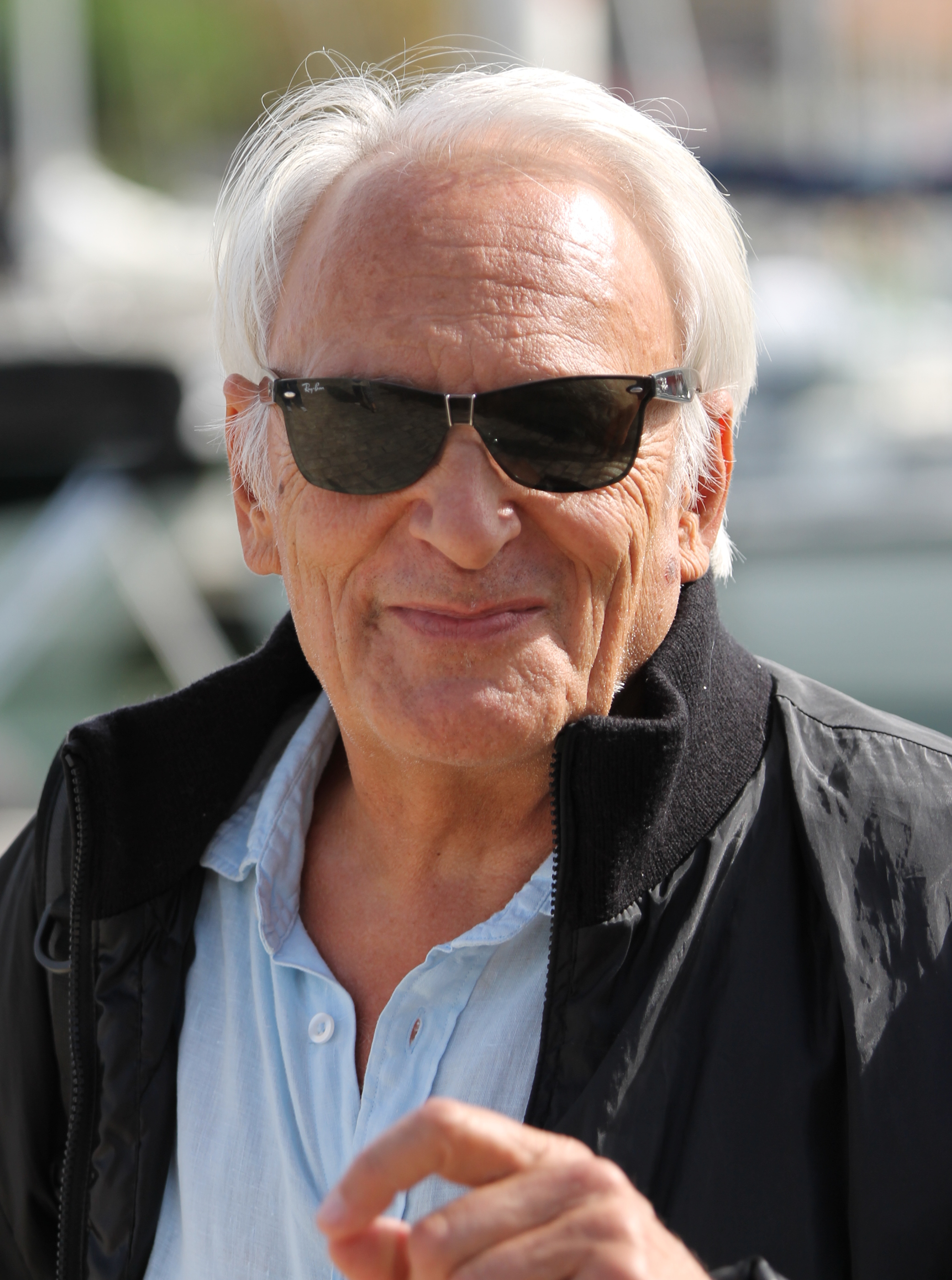
Didier Flamand (2015)

Didier Flamand (* 12. März 1947) ist ein französischer Schauspieler.

## Leben
Didier Flamand spielte bis heute in zahlreichen Filmen, auch in internationalen Produktionen, mit. Besonderen Erfolg hatte Flamand mit dem von ihm inszenierten Kurzfilm La vis aus dem Jahr 1993, der mit dem César, dem französischen Filmpreis ausgezeichnet, wurde. Der Film erhielt ebenfalls eine Nominierung für den Oscar.
Ein anderer bekannter Film, bei dem Flamand mitwirkte, ist beispielsweise die Literaturverfilmung Die purpurnen Flüsse, bei der er die Rolle des Rektors einer französischen Universität übernahm. Auch in Die Kinder des Monsieur Mathieu spielte Flamand mit.

## Filmografie (Auswahl)
- 1973: George qui?
- 1973: Bel ordure
- 1975: India Song
- 1977: Ein irrer Typ (L’animal)
- 1978: Le dernier amant romantique
- 1978: El recurso del método
- 1978: Anklage: Mord (L’amour en question)
- 1979: Glaskäfige (Mais où et donc Ornicar)
- 1981: Ein Mörder geht vorbei (Un assassin qui passe)
- 1981: Le revanche
- 1983: Ballade à blanc
- 1983: Stella
- 1986: Teresa
- 1986: Känguruh Komplex – Der Mann mit dem Babytick (Le complexe du kangourou)
- 1987: Der Himmel über Berlin (Wings of Desire)
- 1987: Die Hinrichtung (La rusa)
- 1988: Chocolat – Verbotene Sehnsucht (Chocolat)
- 1989: Jugendsünde (Erreur de jeunesse)
- 1989: Kommissar Navarro (Navarro, Fernsehserie, 1 Folge)
- 1990: Un jeu d’enfant
- 1992: Les anneés campagne
- 1992: Liebe kennt kein Gewissen (La femme de l’amant) (TV-Film)
- 1993: La vis (Kurzfilm)
- 1994: Ich kann nicht schlafen (J’ai pas sommeil)
- 1994: Revanche in Rio (Vengeances)
- 1994: Das perfekte Alibi (Un alibi en or)
- 1994: Julie Lescaut (Fernsehserie, 1 Folge)
- 1995: Ich will doch nur, daß Du mich liebst (Danse avec la vie)
- 1995: L’annèe Juliette
- 1995: Haben (oder nicht haben) (En avoir (ou pas))
- 1996: Der grüne Planet – Besuch aus dem All (La belle verte)
- 1997: Babiole
- 1997: Die Schwächen der Frauen (Elles)
- 1998: Zu verkaufen (À vendre)
- 1999: Pepe Carvalho (TV-Serie)
- 2000: Code: unbekannt (Code inconnu: Récit incomplet de divers voyages)
- 2000: Die purpurnen Flüsse (Les rivières pourpres)
- 2002: Le raid
- 2002: Merci docteur Rey
- 2003: Par amour
- 2003: Hilfe, bei mir wird renoviert (Travaux, on sait quand ça commence)
- 2003: Gefährliche Liebschaften (Les liaisons dangereuses) (TV-Film)
- 2003: Mosaik eines Mordes (Dissonances)
- 2004: Die Kinder des Monsieur Mathieu (Les choristes)
- 2004: Julie – Agentin des Königs (Julie, Chevalier de Maupin)
- 2004: Willkommen bei den Korsen (L’enquête corse)
- 2005: Factotum
- 2005: Love
- 2005: Vive la vie
- 2006: Trautes Heim, Glück allein (La maison du bonheur)
- 2006: La tempête
- 2006: Jeune Homme (Jeune homme)
- 2007: Die Wahrheit kennt nur der Tod (L’affaire Christian Ranucci: Le combat d’une mère)
- 2008: Vincent, le magnifique
- 2009: Don’t Look Back – Schatten der Vergangenheit (Ne te retourne pas)
- 2010: Double enquête
- 2010: Coursier
- 2011: Unser Paradies (Notre paradis)
- 2011: Huhn mit Pflaumen (Poulet aux prunes)
- 2014: Allure
- 2014: 1001 Gramm
- 2016: Willkommen im Hotel Mama (Retour chez ma mère)
- 2018: Eva
- 2018: Wie ein Blitz vom Weihnachtshimmel (Comme un air de Noël) (Fernsehfilm)
- 2019: Das Wunder von Marseille (Fahim)
- 2021: Birds of Paradise
- 2021: Mamma ante Portas (Un tour chez ma fille)
- 2023: Daaaaaali!
- 2024: HIP: Ermittlerin mit Mords-IQ (HPI: Haut Potentiel Intellectuel, Fernsehserie, 1 Folge)

## Auszeichnungen
- 1993: Preis in der Kategorie Bestes Erstlingswerk beim Brest European Short Film Festival für La vis
- 1994: Nominierung für den Oscar in der Kategorie Bester Kurzfilm für La vis
- 1994: Nominierung für den Goldenen Hugo in der Kategorie Bester Kurzfilm beim Chicago International Film Festival für La vis
- 1995: César in der Kategorie Bester Kurzfilm für La vis